# Jessie Street
Jessie Mary Gray Street (de soltera Lillingston, más tarde Lady Street ; 18 de abril de 1889 - 2 de julio de 1970) fue una sufragista y gran activista por la paz y los derechos humanos australiana. Como la única delegada de Australia en la fundación de las Naciones Unidas en la Conferencia de San Francisco en 1945, fue la primera delegada de Australia ante las Naciones Unidas . Era conocida como Lady Street debido a su esposo Sir Kenneth Whistler Street. 
Sus detractores la llamaron "Red Jessie" en los medios de comunicación de derecha por sus esfuerzos para promover la diplomacia con la URSS y aliviar las tensiones durante la Guerra Fría. Sin embargo, fue tenaz hasta la muerte en su apoyo a la causa progresiva, particularmente los derechos de las mujeres y de los aborígenes australianos. Condujo la formación de la Organización de Derechos Aborígenes, que conllevó al exitoso referéndum celebrado en 1967.
Jessie Mary Gray Street nació el 18 de abril de 1889 en Ranchi, Bihar, India, como hija mayor de Charles Alfred Gordon Lillingston (bisnieto de Sir George Gray, primer baronet y, por lo tanto, tataranieto del general Charles Gray, primer conde Gray) y su esposa Mabel Harriet Ogilvie, hija del político y empresario australiano Edward David Stuart Ogilvie,MLC.

## Activismo
Jessie fue una figura clave en la vida política australiana e internacional durante más de 50 años, desde la lucha por el sufragio femenino en Inglaterra hasta la eliminación de la discriminación constitucional de Australia contra los aborígenes en 1967. Fue la primera y única delegada de Australia en el establecimiento de las Naciones Unidas, donde desempeñó un papel clave junto con Eleanor Roosevelt para garantizar que el género se incluyera en la raza y religión como una cláusula de no discriminación en la Carta de las Naciones Unidas.
Hizo dos intentos para ingresar a la Cámara de Representantes de Australia como miembro del Partido Laborista Australiano. En 1943, se enfrentó al líder del partido United Australia Party, Eric Harrison, en el asiento de Wentworth, en los suburbios del este, y casi lo derrotó en medio del derrumbe masivo de trabajo de ese año. En realidad lideró el campo en el primer conteo, y solo las preferencias del conservador independiente Bill Wentworth le permitieron a Harrison sobrevivir. Su intento fue lo más cercano que un candidato laborista haya llegado a ganar el bastión del Partido Liberal de Wentworth. Jessie buscó una revancha contra Harrison en 1946, y perdió por un margen más amplio. 
Es reconocida tanto en Australia como a nivel internacional por su activismo en derechos humanos, justicia social y paz. El Jessie Street Center, el Jessie Street Trust, la Biblioteca Nacional de Mujeres de Jessie Street y los Jardines de Jessie Street existen en su honor.